# Ali Farka Touré
Ali Ibrahim Farka Touré, född 31 oktober 1939 i Kanau i Mali, död 7 mars 2006 i Bamako i Mali, var en malisk sångare och gitarrist. Touré är en av de afrikanska musiker som fått mest internationellt erkännande och är känd för sin fascinerande blandning av arabiskpåverkad traditionell malisk musik och amerikansk blues. Han har ofta jämförts med John Lee Hooker. Touré sjöng på ett dussin olika språk, väckte uppmärksamhet med sin säregna gitarrstil och gjorde sig ett stort namn både i Afrika och i andra delar av världen.
Farka, vilket betyder åsna, är egentligen ett smeknamn vilket gavs till honom av hans föräldrar.

## Diskografi, i urval
- 1988 – Ali Farka Touré
- 1990 - The River
- 1990 – African Blues
- 1991 - The Source
- 1994 – Talking Timbuktu (med Ry Cooder)
- 1996 – Radio Mali
- 1999 – Niafunké
- 2005 – Red & Green
- 2005 – In the Heart of the Moon (med Toumani Diabaté)
- 2006 – Savane